# Malaika Mihambo
Malaika Mihambo (alemany: [maˈlaɪ̯ka miːˈhamboː] ( escolteu-ho); Heidelberg, 3 de febrer de 1994) és una atleta alemanya, actual campiona de salt de llargada.

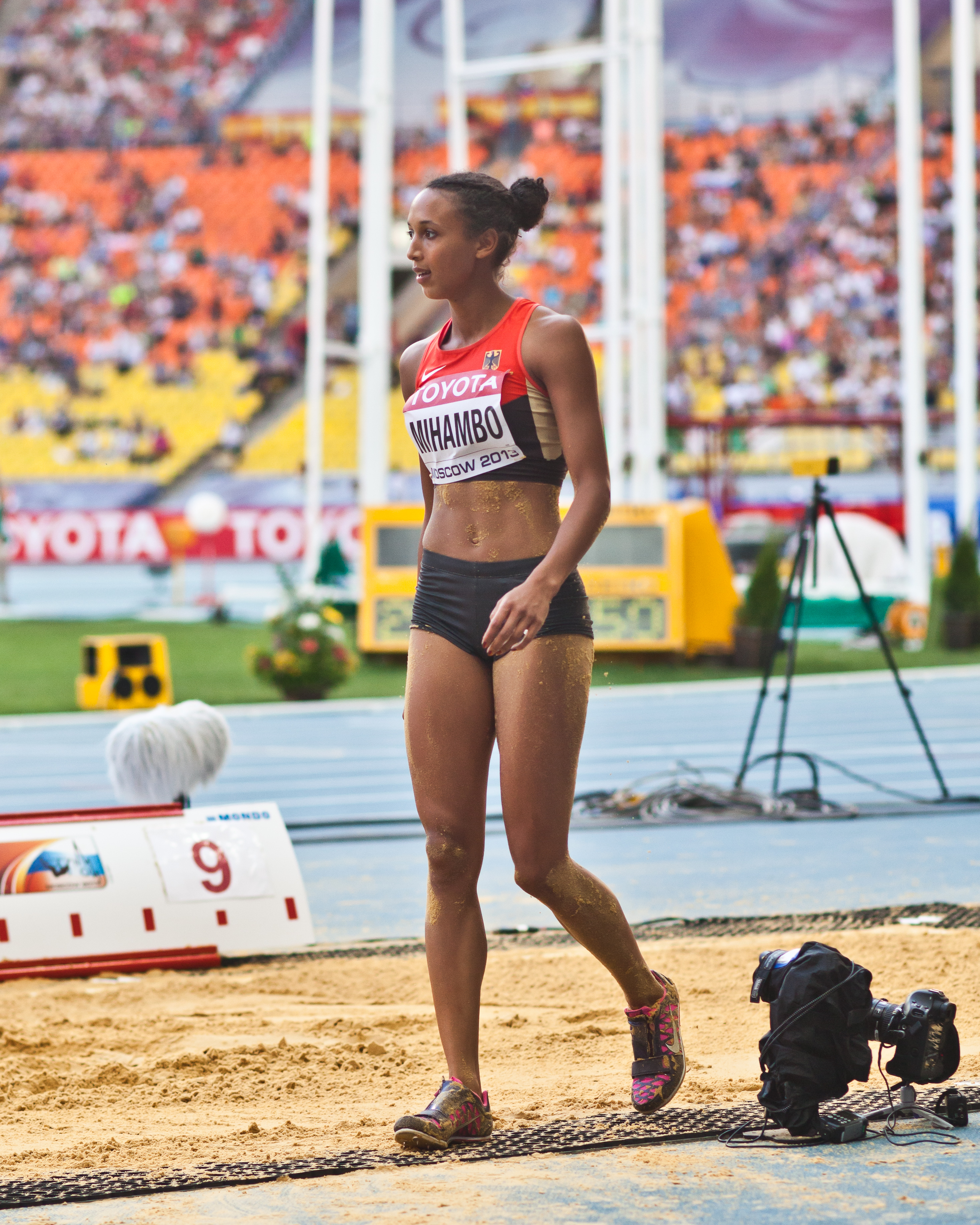
Mihambo al Campionat del Món de 2013 a Moscou.

## Carrera
La carrera atlètica de Mihambo va començar cap a l'any 2009, quan als 15 anys es va convertir en campiona alemanya sub-16 amb l'equip d'heptatló a més d'establir una millor actuació amb l'equip de relleus de 4x100 metres que va durar fins al 2018. En salt de llargada va acabar novena al Campionat del Món Juvenil de 2011, després va competir al Campionat del Món Júnior de 2012 i al Campionat del Món de 2013, sense arribar a la final. També va guanyar la medalla d'or al Campionat d'Europa júnior del 2013 i va acabar quarta al Campionat d'Europa del 2014.
En el seu primer gran esdeveniment sènior, Mihambo, va guanyar al Campionat d'Europa per equips de 2014, establint el nou rècord del campionat amb un salt de 6,90 metres. El 2015, va guanyar la medalla d'or al Campionat d'Europa sub-23 i va acabar sisena al Campionat del Món. Va perdre per poc una medalla als Jocs Olímpics d'estiu de 2016, acabant quarta, però va guanyar la medalla de bronze al Campionat d'Europa d'atletisme de 2016. Aleshores, una greu lesió al peu va arruïnar la seva preparació per al Campionat del Món de 2017. Després de mesos difícils amb un futur esportiu incert, la lesió va ser superada, i va acabar cinquena al Campionat del Món de pista coberta.
Amb la medalla d'or al Campionat d'Europa d'atletisme de 2018, l'estrella de Mihambo va començar a ascendir al millor salt de llargada del món. El 2019 va tenir la seva temporada més exitosa fins ara amb una sèrie de salts de més de 7 metres. Va guanyar la IAAF Diamond League i es va convertir en campiona del món per primera vegada. El 2021 Mihambo es va coronar campiona olímpic als Jocs Olímpics de Tòquio amb un salt de 7,00 metres, superant Brittney Reese i Ese Brume, ambdues amb 6,97 metres. Mihambo va viure el moment més destacat preliminar de la seva carrera com a primera europea a convertir-se en campiona del món de salt de llargada dues vegades seguides: al Campionats del Món d'Atletisme del 2022 va defensar el seu títol mundial del 2019 amb la millor marca de la temporada de 7,12 metres i va guanyar de nou la medalla d'or. Això també la converteix en la primera saltadora de llargada a guanyar quatre vegades en anys consecutius les competicions d'atletisme més importants del món. La ratxa va acabar al Campionat d'Europa de 2022: malalta de salut però amb un gran suport del públic local, Mihambo va aconseguir un salt de 7,03 metres per acabar plata, mentre que Ivana Vuleta (SRB) es va convertir en la nova campiona d'Europa amb 3 cm més; Jazmin Sawyers (en representació d'Anglaterra) va guanyar la medalla de bronze (6,80 m).
L'any 2023, Mihambo es perdia el Campionat del Món de Budapest, per una lesió muscular, cosa que no li va permetre defensar els dos últims títols.
La millor marca personal de Mihambo en salt de llargada és de 7,30 metres, aconseguida el 6 d'octubre al Campionat del Món de Doha 2019; des de llavors, aquesta distància no ha estat superada per cap saltadora. Els fonaments del seu èxit es deuen fonamentalment a una mena d'interacció simbiòtica amb el professor de física i esports Ralf Weber, que l'acompanyava com a entrenador des dels deu anys. Tots dos van desenvolupar les seves àmplies habilitats junts donant-se suport mútuament dins d'un entorn familiar manejablement petit, així com incorporant permanentment experiència internacional a la seva formació. El club que representa és el LG (Track and Field Community) Kurpfalz.

## Vida personal
La seva mare Petra Mihambo-Fichtner és alemanya i el seu pare tanzà; va créixer i va anar a l'escola al municipi d'Oftersheim. Mihambo va estudiar ciències polítiques a la Universitat de Mannheim amb una beca esportiva, i es va graduar el 2016. Des d'abril de 2019, estudia al màster de postgrau en ciències ambientals de la Universitat de Hagen i participa en un projecte social per a nens. El 15 de desembre de 2020, Mihambo va ser anomenada "Esportiva de l'any d'Alemanya" per tercera vegada consecutiva; una millor marca mundial de 7,03 metres a nivell esportiu va ser seguida d'un reconeixement especial pel seu compromís social per ajudar els nens i les famílies a entrar en l'atletisme d'una banda i els contactes socials de l'altra.

## Historial competitiu
| Any                   | Competició                           | Seu                      | Posició               | Salt                  |
| Representant Alemanya | Representant Alemanya                | Representant Alemanya    | Representant Alemanya | Representant Alemanya |
| --------------------- | ------------------------------------ | ------------------------ | --------------------- | --------------------- |
| 2011                  | Campionat del Món d'Atletisme sub-18 | Lilla, França            | 9ª                    | 5.81 m                |
| 2012                  | Campionat del Món d'Atletisme sub-20 | Barcelona, Catalunya     | 14ª (q)               | 6.15 m                |
| 2013                  | Campionat d'Europa sub-20            | Rieti, Itàlia            | 1ª                    | 6.70 m                |
| 2013                  | Campionat del Món                    | Moscou, Russia           | 18ª (q)               | 6.49 m                |
| 2014                  | Campionat d'Europa per equips        | Braunschweig, Alemanya   | 1ª                    | 6.90 m, RC            |
| 2014                  | Campionat d'Europa                   | Zuric, Switzerland       | 4ª                    | 6.65 m                |
| 2015                  | Campionat d'Europa sub-23            | Tallinn, Estònia         | 1ª                    | 6.73 m                |
| 2015                  | Campionat del Món                    | Beijing, Xina            | 6ª                    | 6.79 m                |
| 2016                  | Campionat d'Europa                   | Amsterdam, Països Baixos | 3ª                    | 6.65 m                |
| 2016                  | Jocs Olímpics                        | Rio de Janeiro, Brasil   | 4ª                    | 6.95 m                |
| 2018                  | Campionat del Món en pista coberta   | Birmingham, Regne Unit   | 5ª                    | 6.64 m                |
| 2018                  | Campionat d'Europa                   | Berlin, Alemanya         | 1ª                    | 6.75 m                |
| 2019                  | Campionat d'Europa en pista coberta  | Glasgow, Regne Unit      | 4ª                    | 6.83 m                |
| 2019                  | Campionat d'Europa per equips        | Bydgoszcz, Polònia       | 1ª                    | 7.11 m                |
| 2019                  | Campionat del Món                    | Doha, Qatar              | 1ª                    | 7.30 m, WL            |
| 2021                  | Campionat d'Europa en pista coberta  | Toruń, Polònia           | 2ª                    | 6.88 m                |
| 2021                  | Jocs Olímpics                        | Tòquio, Japó             | 1ª                    | 7.00 m                |
| 2022                  | Campionat del Món                    | Eugene, Estats Units     | 1ª                    | 7.12 m                |
| 2022                  | Campionat d'Europa                   | Múnic, Alemanya          | 2ª                    | 7.03 m                |
| 2023                  | Campionat d'Europa en pista coberta  | Istambul, Turquia        | 4ª                    | 6.83 m                |